# Novos Rumos (álbum de Déio Tambasco)
Novos Rumos é o segundo álbum de estúdio do guitarrista Déio Tambasco, lançado em 2004 pela gravadora MK Music. Conta com a participação de vários músicos, como Juninho Afram, Duca Tambasco, Jean Carllos, Lufe e as composições são em sua maioria de Déio em parceria com Dudu Borges e Geraldo Penna, que são baseadas na vida e experiências do cantor.
Novos Rumos fez o cantor receber várias indicações no Troféu Talento, dentre elas Álbum pop. Seu trabalho foi elogiado pela crítica especializada.

## Faixas
1. "Novos Rumos"
2. "Sonho"
3. "Por isso eu canto"
4. "Muito mais"
5. "Podemos sonhar"
6. "Meu jeito"
7. "A vida passa"
8. "Pra você voltar"
9. "Correr atrás do vento"
10. "Mais perto"

## Ficha técnica
- Déio Tambasco - Vocal, Cítara
- Duca Tambasco - Baixo
- Juninho Afram - Guitarra e Violão
- Jean Carllos - Teclado
- Geraldo Penna - Teclado e vocal de apoio
- Lufe - Bateria
- Júlio de Castro - Vocal de apoio